# Lady Fighter AYAKA

Lady Fighter AYAKA (スケバンファイターAYAKA) es una película japonesa del 10 de marzo de 2006, producida por Zen Pictures. Es la secuela de Lady Fighter MISAKI. El género es tokusatsu, acción y aventuras, con artes marciales, protagonizada por Chie Kobayashi y Megumi Yamanaka, como las principales heroínas Ayaka y Misaki respectivamente, y dirigido por Masayoshi Shiki.
El idioma es en japonés, pero también está disponible con subtítulos en inglés, en DVD o descargable por internet.

## Argumento
Lady Fighter Misaki, tras una dura batalla contra la organización de delincuentes del instituto de secundaria Myodo, consigue arrinconar a su jefe Heihachi Samejima. Sin embargo Yamato Juku es un luchador que conoce todas las técnicas de lucha de Misaki, y ayudará a Samejima. Ayaka, la presidenta del consejo de estudiante, tendrá que ayudar a Misaki, dado que ella sola no puede con Yamato Juku.

## Otras películas de Lady Fighter
- Lady Fighter MISAKI

- Lady Fighter 2ND -INTRIGUE-

- Lady Fighter 2ND -STRUGGLE-